# Capitana Nova
Capitana Nova (originalment en neerlandès, Kapitein Nova) és una pel·lícula familiar de ciència-ficció neerlandesa del 2021. Va ser seleccionada com a pel·lícula d'obertura del 35è Festival Cinekid, on va guanyar el premi a la millor pel·lícula infantil i la millor pel·lícula infantil neerlandesa. També es va presentar al Festival de Cinema dels Països Baixos de 2022. Es va estrenar a una selecció de cinemes dels Països Baixos el 2021 a causa de la pandèmia de COVID-19 i es va incloure en el catàleg de Netflix el 2022. S'ha doblat al català.
De Volkskrant va donar a la pel·lícula 4 de 5 estrelles i va elogiar-ne l'alta qualitat. El diari flamenc Het Nieuwsblad va donar a la pel·lícula 3 estrelles.